# Simpsonovi (32. řada)
Třicátá druhá řada amerického animovaného seriálu Simpsonovi  je pokračováním třicáté první řady tohoto seriálu. Premiérově byla vysílána na americké televizní stanici Fox od 27. září 2020 do 23. května 2021. Dne 6. února 2019 byl seriál prodloužen o 31. a 32. řadu.

## Seznam dílů
| Č. v seriálu | Č. v řadě | Původní název                                | Český název                            | Režie               | Scénář                                            | Premiéra v USA     | Premiéra v ČR   | Produkční kód | Sledovanost v USA (v mil. diváků) |
| ------------ | --------- | -------------------------------------------- | -------------------------------------- | ------------------- | ------------------------------------------------- | ------------------ | --------------- | ------------- | --------------------------------- |
| 685          | 1         | Undercover Burns                             | Utajený šéf                            | Bob Anderson        | David Cryan                                       | 27. září 2020      | 25. ledna 2021  | ZABF19        | 4,44                              |
| 686          | 2         | I, Carumbus                                  | Já, Carambus                           | Rob Oliver          | Cesar Mazariegos                                  | 4. října 2020      | 1. února 2021   | ZABF18        | 1,51                              |
| 687          | 3         | Now Museum, Now You Don’t                    | Dějiny umění                           | Timothy Bailey      | Dan Greaney                                       | 11. října 2020     | 8. února 2021   | ZABF21        | 1,36                              |
| 688          | 4         | Treehouse of Horror XXXI                     | Speciální čarodějnický díl XXXI        | Steven Dean Moore   | Julia Prescottová                                 | 1. listopadu 2020  | 15. února 2021  | ZABF17        | 4,93                              |
| 689          | 5         | The 7 Beer Itch                              | Po sedmém je každá hezčí               | Michael Polcino     | námět: Al Jean scénář: Joel H. Cohen a John Frink | 8. listopadu 2020  | 22. února 2021  | ZABF15        | 1,74                              |
| 690          | 6         | Podcast News                                 | Vinný děda                             | Matthew Faughnan    | David X. Cohen                                    | 15. listopadu 2020 | 1. března 2021  | ZABF22        | 3,5                               |
| 691          | 7         | Three Dreams Denied                          | Tři nesplněná přání                    | Steven Dean Moore   | Danielle Weisbergová                              | 22. listopadu 2020 | 8. března 2021  | QABF02        | 4,41                              |
| 692          | 8         | The Road to Cincinnati                       | Cesta do Cincinnati                    | Matthew Nastuk      | Jeff Westbrook                                    | 29. listopadu 2020 | 15. března 2021 | ZABF20        | 1,63                              |
| 693          | 9         | Sorry Not Sorry                              | Omluva neomlouvá                       | Rob Oliver          | Nell Scovellová                                   | 6. prosince 2020   | 22. března 2021 | QABF01        | 1,66                              |
| 694          | 10        | A Springfield Summer Christmas for Christmas | Veselé letní Vánoce                    | Timothy Bailey      | Jessica Conradová                                 | 13. prosince 2020  | 29. března 2021 | QABF03        | 3,92                              |
| 695          | 11        | The Dad-Feelings Limited                     | Otcovské pudy                          | Chris Clements      | Ryan Koh                                          | 3. ledna 2021      | 5. dubna 2021   | QABF04        | 1,89                              |
| 696          | 12        | Diary Queen                                  | Deník učitelky                         | Matthew Nastuk      | Jeff Westbrook                                    | 21. února 2021     | 12. dubna 2021  | QABF05        | 1,43                              |
| 697          | 13        | Wad Goals                                    | Bart v balíku                          | Michael Polcino     | Brian Kelley                                      | 28. února 2021     | 19. dubna 2021  | QABF06        | 1,24                              |
| 698          | 14        | Yokel Hero                                   | Zrodila se folková hvězda              | Rob Oliver          | Jeff Martin a Samantha Martin                     | 7. března 2021     | 26. dubna 2021  | QABF07        | 1,38                              |
| 699          | 15        | Do Pizza Bots Dream of Electric Guitars      | Sní pizzaboti o elektrických kytarách? | Jennifer Moellerová | Michael Price                                     | 14. března 2021    | 3. května 2021  | QABF08        | 1,43                              |
| 700          | 16        | Manger Things                                | Příběh Vánoc minulých                  | Steven Dean Moore   | Rob LaZebnik                                      | 21. března 2021    | 10. května 2021 | QABF09        | 1,28                              |
| 701          | 17        | Uncut Femmes                                 | Marge a její parťačky                  | Chris Clements      | Christine Nangleová                               | 28. března 2021    | 17. května 2021 | QABF10        | 1,22                              |
| 702          | 18        | Burger Kings                                 | Burnsovy burgery                       | Lance Kramer        | Rob LaZebnik                                      | 11. dubna 2021     | 24. května 2021 | QABF11        | 1,24                              |
| 703          | 19        | Panic on the Streets of Springfield          | Panika v ulicích Springfieldu          | Matthew Nastuk      | Tim Long                                          | 18. dubna 2021     | 31. května 2021 | QABF12        | 1,31                              |
| 704          | 20        | Mother and Child Reunion                     | Jak je důležité míti vysokou           | Jennifer Moellerová | J. Stewart Burns                                  | 9. května 2021     | 7. června 2021  | QABF14        | 1,11                              |
| 705          | 21        | The Man from G.R.A.M.P.A.                    | Krycí jméno D.Ě.D.A.                   | Bob Anderson        | Carolyn Omineová                                  | 16. května 2021    | 14. června 2021 | QABF13        | 1,06                              |
| 706          | 22        | The Last Barfighter                          | Pít, či nepít                          | Timothy Bailey      | Dan Vebber                                        | 23. května 2021    | 21. června 2021 | QABF15        | 1,02                              |

## Výroba českého znění
Dne 17. prosince 2020 byla na Instagramu Martina Dejdara zveřejněna fotografie; v popisku Dejdar sděluje, že odpoledne bude natáčet nové díly Simpsonových. Dalšího dne oznámil, že mají natočených 7 dílů. Dne 7. ledna 2021 byl zveřejněn program stanice Prima Cool na 4. týden roku 2021, který obsahoval vysílání prvního dílu 32. řady naplánovaný na pondělí 25. ledna 2021, vysílání jednotlivých dílů probíhalo v týdenních intervalech.
České znění prvních sedmi dílů (do dílu Tři nesplněná přání) bylo vytvářeno v holešovickém studiu Babidabi roku 2020. Od roku 2021 (konkrétně od dílu Cesta do Cincinnati) se výroba přesunula do studia samotné Primy a dle titulků nahradila Zdeňka Štěpána jakožto úpravce dialogů Ladislava Štěpánová. Díly přeložil Vojtěch Kostiha a režisérem českého znění byl Zdeněk Štěpán.